# Петер Йозеф Лене
Петер Йозеф Лене (на немски: Peter Joseph Lenné) (* 29. Септември 1789 г. в Бон; † 23. Януари 1866 г. в Потсдам) е пруски ландшафтен архитект и генерален градински директор на кралските пруски градини.
Петер Йозеф Лене определя градинското изкуство в Прусия в продължение на почти половин век. Той проектира просторни паркове по образ на английските пейзажни градини и се концентрира върху социално отговорното градоустройство в Берлин, като създава зелени площи за поместен отдих на населението.  Акцентът на работата му е бил в културната зона около Берлин и Потсдам, но свидетелства за неговата работа могат да бъдат намерени и в много други части на Германия.
Характерни особености на неговите пейзажни дизайни са разнообразните зрителни оси, с които той оптически свързва отделните паркове в Потсдам, като по този начин ефективно инсценира сградите на парковете. Той използва визуалните пътеки като отправна точка за създаването на криволичещи пътеки и градински площи, в които слага акценти чрез изразителни дървесни растения. Неговото произведение на пейзажното изкуство представляват съществена част от културния пейзаж Берлин-Потсдам, който се простира от Пауновия остров до гр. Вердер на Хафел. Тъй като целият пейзаж е обявен за обект на световното наследство през 1990 г., той е защитен от ЮНЕСКО.